# Apotemă

Apotema unui hexagon regulat

În geometrie, apotema unui poligon regulat reprezintă unul din  segmentele de dreaptă care unesc centrul poligonului cu mijlocul uneia dintre laturi.
Termenul se mai poate referi și la lungimea acestui segment.
Pentru o piramidă regulată, apotema reprezintă unul dintre segmentele care unesc vârful piramidei cu mijlocul uneia din laturile bazei.
Pentru un trunchi de piramidă, apotema este unul dintre segmentele care unesc mijloacele a celor două laturi orizontale ale unei fețe laterale.
Denumirea a fost propusă de Eutokios în secolul al VI-lea e.n.

## Formule
| Poligon                             | Latura                                                            | Apotema                                                                       | Aria                                                                              |
| ----------------------------------- | ----------------------------------------------------------------- | ----------------------------------------------------------------------------- | --------------------------------------------------------------------------------- |
| Triunghi                            | {\displaystyle l=r\cdot {\sqrt {3}}}                              | {\displaystyle a=r\cdot {\tfrac {1}{2}}}                                      | {\displaystyle A=r^{2}\cdot {\tfrac {3{\sqrt {3}}}{4}}}                           |
| Pătrat                              | {\displaystyle l=r\cdot {\sqrt {2}}}                              | {\displaystyle a=r\cdot {\tfrac {\sqrt {2}}{2}}}                              | {\displaystyle A=r^{2}\cdot 2}                                                    |
| Pentagon                            | {\displaystyle l=r\cdot {\sqrt {{\tfrac {1}{2}}(5-{\sqrt {5}})}}} | {\displaystyle a=r\cdot {\tfrac {1}{4}}(1+{\sqrt {5}})}                       | {\displaystyle A=r^{2}\cdot {\tfrac {5}{8}}{\sqrt {(10+2{\sqrt {5}})}}}           |
| Hexagon                             | {\displaystyle l=r\,}                                             | {\displaystyle a=r\cdot {\tfrac {1}{2}}{\sqrt {3}}}                           | {\displaystyle A=r^{2}\cdot {\tfrac {3}{2}}{\sqrt {3}}}                           |
| Octogon                             | {\displaystyle l=r\cdot {\sqrt {2-{\sqrt {2}}}}}                  | {\displaystyle a=r\cdot {\sqrt {{\tfrac {1}{2}}+{\tfrac {1}{4}}{\sqrt {2}}}}} | {\displaystyle A=r^{2}\cdot 2{\sqrt {2}}}                                         |
| Poligon cu n laturi                 | {\displaystyle l=r\cdot 2\cdot \sin {\tfrac {180^{\circ }}{n}}}   | {\displaystyle a=r\cdot \cos {\tfrac {180^{\circ }}{n}}}                      | {\displaystyle A=r^{2}\cdot {\tfrac {n}{2}}\cdot \sin {\tfrac {360^{\circ }}{n}}} |
| {\displaystyle n\to \infty } (Cerc) | {\displaystyle l\to 0}                                            | {\displaystyle a\to r}                                                        | {\displaystyle A\to r^{2}\cdot \pi }                                              |